# دیگر مردم (فیلم)
دیگر مردم (به انگلیسی: Other People) یک فیلم کمدی-درام آمریکایی ۲۰۱۶ و اولین کارگردانی کریس کلی است.
در این فیلم جسی پلمونس، مالی شنون، برادلی وایتفورد، مود آپاتو، مدیسن بیتی، جان اولی، زک وودز، جوزی توتا و جون اسکویب بازی می‌کنند. این فیلم یک نگاه نیمه اتوبیوگرافیک به خانواده کلی است.

## بازیگران
- جسی پلمونس در نقش دیوید مالکایی
- مالی شنون در نقش جوآن مالکایی
- برادلی وایتفورد در نقش نورمن مالکایی
- مود آپاتو در نقش الکساندرا مالکایی
- جان ارلی در نقش گیب
- زک وودز در نقش پاول
- مدیسن بیتی در نقش ربکا مالکایی
- جی.جی. توتا در نقش جاستین
- جون اسکویب در نقش روت-آن
- پال دولی در نقش رونی
- رتا در نقش نینا
- مت والش در نقش استیو
- پائولا پل در نقش خاله پتی
- کلتون دون در نقش دن
- مایک میچل در نقش دونی
- نیکول بایر در نقش چارلی
- لنون پرهام در نقش ویکی
- رز ابدو در نقش آن
- دارسی کاردن در نقش جسیکا
- درو تارور در نقش کریگ

## جوایز
مالی شنون برنده جوایز فیلم ایندیپندت اسپریت برای بهترین بازیگر زن نقش مکمل در سال ۲۰۱۷
جسی پلمونس نامزد دریافت جایزه بهترین نقش برتر مرد جوایز فیلم ایندیپندت اسپریت در سال ۲۰۱۷
کریس کلی نامزد دریافت بهترین فیلمنامه اول جوایز فیلم ایندیپندت اسپریت در سال ۲۰۱۷
کریس کلی، سام بیبی، آدام اسکات و نائومی اسکات نامزد دریافت بهترین ویژگی اول جوایز فیلم ایندیپندت اسپریت در سال 2017
برنده جایزه مخاطبان بهترین فیلم روایتگر در جشنواره فیلم نانتاکت